# Skin (Flume)
Skin è il secondo album in studio del musicista di musica elettronica australiano Flume, pubblicato nel 2016.

## Tracce
1. Helix – 3:30
2. Never Be Like You (feat. Kai) – 3:54
3. Lose It (feat. Vic Mensa) – 3:45
4. Numb & Getting Colder (feat. Kučka) – 5:08
5. Say It (feat. Tove Lo) – 4:23
6. Wall Fuck – 3:09
7. Pika – 1:55
8. Smoke & Retribution (feat. Vince Staples & Kučka) – 4:01
9. 3 – 3:04
10. When Everything Was New – 2:27
11. You Know (feat. Allan Kingdom & Raekwon) – 3:22
12. Take a Chance (feat. Little Dragon) – 5:28
13. Innocence (feat. AlunaGeorge) – 6:18
14. Like Water (feat. MNDR) – 3:13
15. Free – 2:56
16. Tiny Cities (feat. Beck) – 3:56